# Bezirksklasse Halle-Merseburg 1937/38
De Bezirksklasse Halle-Merseburg 1937/38 was het vijfde voetbalkampioenschap van de Bezirksklasse Halle-Merseburg, het tweede niveau onder de Gauliga Mitte en een van de drie reeksen die de tweede klasse vormden. VfL 1911 Bitterfeld werd kampioen en nam deel aan de promotie-eindronde, maar moest daar SV Steinach 08 en Fortuna Magdeburg voor laten gaan.
Traditieclub Hallescher FC Wacker 1900 moest voor het eerst in zijn bestaan in de tweede klasse aantreden en maakte dit jaar een slechte beurt.

## Eindstand
| Plaats | Club                       | Wed. | Saldo | Ptn.  |
| ------ | -------------------------- | ---- | ----- | ----- |
| 1.     | VfL 1911 Bitterfeld        | 22   | 50:31 | 31:13 |
| 2.     | SV 1898 Halle              | 22   | 43:26 | 39:15 |
| 3.     | SpVg Zeitz 1910            | 22   | 61:43 | 27:17 |
| 4.     | Ammendorfer FC 1910        | 22   | 59:49 | 24:20 |
| 5.     | SV Holzweißig              | 22   | 42:63 | 24:20 |
| 6.     | VfL 1912 Merseburg         | 22   | 45:41 | 23:21 |
| 7.     | FV Schwarz-Gelb Weißenfels | 22   | 67:51 | 22:22 |
| 8.     | SpVgg Borussia 02 Halle    | 22   | 40:47 | 21:23 |
| 9.     | Hallescher FC Wacker       | 21   | 42:38 | 20:22 |
| 10.    | Sportfreunde Naundorf      | 22   | 38:39 | 20:24 |
| 11.    | VfB 1919 Zscherndorf       | 22   | 36:63 | 13:31 |
| 12.    | FC Preußen 01 Merseburg    | 21   | 26:58 | 8:34  |

|  | Kampioen, deelname promotie-eindronde |
|  | Degradatie naar 1. Kreisklasse        |

## Promotie-eindronde
De vijf kampioenen van de 1. Kreisklasse namen het tegen elkaar op, de top twee promoveerde.
| Plaats | Club                   | Wed. | Saldo | Ptn. |
| ------ | ---------------------- | ---- | ----- | ---- |
| 1.     | TSV Leuna 1919         | 7    | 18:9  | 11:3 |
| 2.     | TuSB Piesteritz        | 7    | 23:22 | 8:6  |
| 3.     | VfR Dingelstädt        | 7    | 23:20 | 7:7  |
| 4.     | VfB Hohenleipisch 1912 | 8    | 17:27 | 6:10 |
| 5.     | TuS 1861 Taucha        | 5    | 10:13 | 2:8  |

|  | Promotie naar Bezirksklasse Halle-Merseburg 1938/39 |